# Menorquiner (Pferd)
Der Menorquiner (katalanisch Menorquí, spanisch Menorquín), offiziell als reinrassiges menorquinisches Pferd (Caballo de Pura Raza Menorquina, kurz PRM) bezeichnet, ist eine von der spanischen Insel Menorca stammende iberische Pferderasse.
Hintergrundinformationen zur Pferdebewertung und -zucht finden sich unter: Exterieur, Interieur und Pferdezucht.

## Exterieur
Der Menorquiner hat ein durchschnittliches Stockmaß von 160 cm, das vom Zuchtverband festgelegte Mindeststockmaß für Hengste beträgt 152 cm. Er ist von barockem Typus mit einem länglichen Kopf, geradem Profil und kräftigem Hals. Als einzige Fellfarbe wird schwarz akzeptiert, wobei die Fohlen braun zur Welt kommen. Abzeichen werden nur akzeptiert, wenn sie von reduziertem Ausmaß sind.

## Interieur
Besonders gut ist diese Rasse wegen der leichten Bewegungen als Dressurpferd (aber auch als Springpferd, Barockpferd und wird auch zur Schau eingesetzt) geeignet. Es wird behauptet, der Menorquiner sei das einzige Pferd, das auf zwei Beinen gehen kann. Unbestreitbar besitzt der Menorquiner eine ausgeprägte Veranlagung für die Laufcourbette, für die er von alters her gezüchtet wird. Dabei bewegt sich das Pferd auf den Hinterbeinen vorwärts (bis zu 40 Meter weit). Manchmal wird der Menorquiner als aggressiv bezeichnet, da er unter weniger erfahreneren Reitern unaufgefordert zur Laufcourbette neigt. Auf Menorca werden diese Pferde vor allem für Auftritte auf Sommerfesten eingesetzt.

## Zuchtgeschichte
Die mehrheitliche Meinung geht davon aus, dass der Menorquiner mit dem Araber, dem portugiesischen Lusitano und dem Berber verwandt ist. Menorquiner werden erst seit 1989 als eigene Rasse anerkannt und sind mit ca. 2500 Exemplaren weltweit nur sehr wenig verbreitet. Früher galten sie als Unterrasse des Andalusiers. Seit 2004 gibt es auch auf Mallorca ein Menorquiner-Gestüt.